# 하샤드 수
하샤드 수 또는 니번 수는 주어진 진법에서 그 수의 각 자릿수 숫자의 합으로 그 수가 나누어지는 자연수를 말한다. 즉 이말은 하샤드 수의 정의가 자기자신이 각 자리숫자의 합의 몇 배가 되어서 약수와 배수의 관계가 되는 수를 일컫는 말이다. 하샤드 수는 인도의 수학자 카프레카에 의해 정의되었다. 산스크리트어 하샤(harṣa)로부터 유래한 "하샤드"(Harshad)라는 단어는 "큰 기쁨"이라는 의미이다. 니번 수는 이반 니번이 1997년, 수론에 관한 회의에 제출한 논문에서, 자신의 이름에서 유래하였다. 0과 진법의 밑 사이의 모든 정수는 하샤드 수이다. 참고로, 두 자리 이상의 모든 소수는 하샤드 수가 아니다. 왜냐하면 소수의 정의는 1보다 큰 양의 정수 중에서 1과 자기자신 이외의 수로 나누어떨어지지 않아서 1과 자기자신만을 약수로 가질 수 있는 수인데, 각 자리숫자의 합은 1보다 크고, 자기자신보다 작아서 나누어떨어지지 않기 때문이다.
다음은 무조건 하샤드 수가 되는 경우이다.
10의 거듭제곱인 수 (각 자리의 합이 1이기 때문에 자명하다) , 1 이상의 한 자리 수 혹은 다른 하샤드 수에 10의 거듭제곱인 수를 곱한 숫자들, 각 자리의 합이 3이나 9가 되는 수(혹은 합이 6, 18이면서 짝수), 일의 자리가 0이고 일의 자리를 제외한 각 자리의 합이 5의 배수가 되는 수, 일의 자리가 0, 5, 8이고 일의 자리를 제외한 각 자리의 합이 10이 되는 수, 그 외 해당되는 숫자에서 각 자리의 합으로 나누어 떨어지는 수, 세 자리수인 경우 십의 자리가 0이고 백의 자리와 십의 자리의 합이 11인 수, 모든 자리가 같은 숫자로 되어있고 자릿수가 3의 거듭제곱인 수. (111, 222, 333, 999999999, 111111111111111111111111111 등등이 있다. )
10진법에서 모든 1 이상의 한 자리 수는 모두 하샤드 수이고, 두 자리 이상의 최초 50개의 하샤드 수는 다음과 같다. (OEIS의 수열 A005349):
10, 12, 18, 20, 21, 24, 27, 30, 36, 40, 42, 45, 48, 50, 54, 60, 63, 70, 72, 80, 81, 84, 90, 100, 102, 108, 110, 111, 112, 114, 117, 120, 126, 132, 133, 135, 140, 144, 150, 152, 153, 156, 162, 171, 180, 190, 192, 195, 198, 200
어느 진법에서도 (즉, 어느 밑에서도) 그 수가 하샤드 수인 수를 all-Harshad number 또는 all-Niven number라 한다.
그리고 그 수는 단지 4개뿐이다 : 1, 2, 4, 6.